# Pandanus calcicola
Pandanus calcicola är en enhjärtbladig växtart som beskrevs av Richard Eric Holttum och Harold St.John. Pandanus calcicola ingår i släktet Pandanus och familjen Pandanaceae. Inga underarter finns listade.